# Zioła prowansalskie

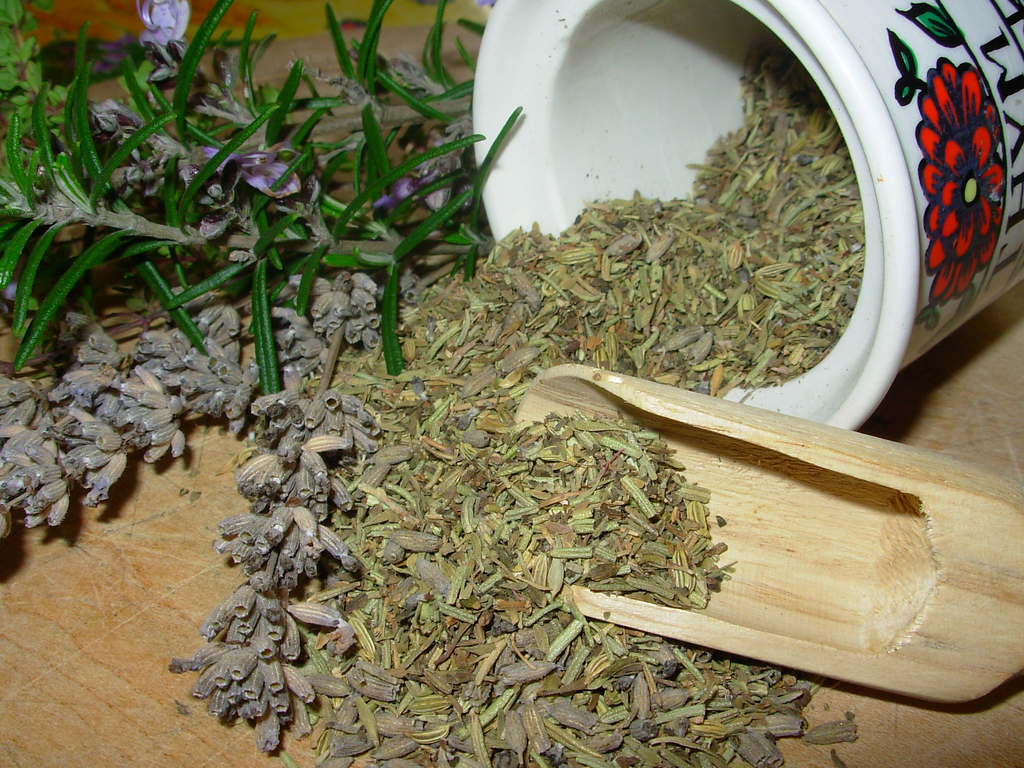
Zioła prowansalskie

Zioła prowansalskie (fr. Herbes de Provence) – mieszanka ziół typowa w Prowansji, regionie położonym na południu Francji.
Mieszanka jest używana w celach kulinarnych. Według chronionego francuskim prawem standardu Label Rouge ustanowionego w 2003, proporcje ziół używanych w mieszance to 19% tymianku, 27% rozmarynu, 27% cząbru i 27% lebiodki (oregano). W wariantach międzynarodowych i regionalnych we Francji, może być również wzbogacona o następujące zioła: bazylia, majeranek, trybula, estragon, lubczyk, szałwia, liść laurowy i koper włoski.
Nie w samej Francji, a w niektórych krajach (np. Niemczech), dodawana jest lawenda. W niektórych mieszankach ziół prowansalskich sprzedawanych w Polsce bywa obecna również mięta pieprzowa i szałwia, choć we Francji jest to nietypowe.
Zioła prowansalskie stosowane są do zup, sosów ziołowych, sałatek, twarogów, jaj oraz przy sporządzaniu pieczeni, pieczywa, mięs mielonych, potraw z grilla, farszów, serów oraz potraw z ryb i drobiu. Używane są także w diecie bezsolnej.